# Theophan Prokopovitsj

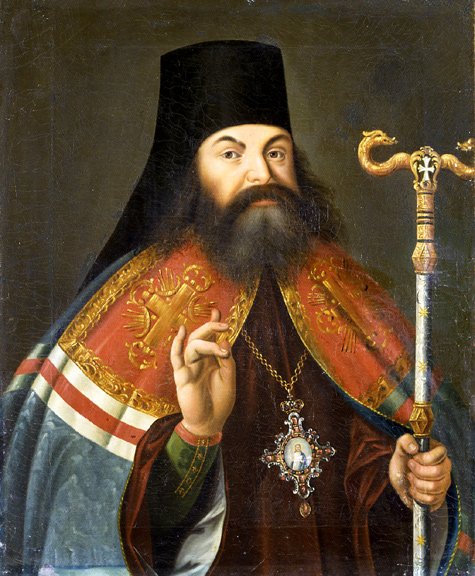
Postuum portret van Theophan Prokopovitsj, midden 18e eeuw

Theophan/Feofan Prokopovitsj (Russisch: Феофа́н Елисей, Feofan Eliseij, volgens andere bronnen, Елеазар – Прокопо́вич, Jeleazar – Prokopovitsj) (Kiev, 18 juni 1681 – Sint-Petersburg, 19 september 1736) was een Oekraïens keizerlijk orthodox theoloog, schrijver, dichter, wiskundige, filosoof, rector van de Kiev-Mohyla Academie en aartsbisschop van Novgorod. Hij werkte voor Peter de Grote aan de hervorming van de Russisch-Orthodoxe Kerk. Hij wordt beschouwd als de schepper van de Heiligste Regerende Synode en werd benoemd tot de vicevoorzitter ervan.

## Biografie

### Geboorte en jeugd
Feofan (geboren Eleazar) Prokopovitsj werd in Kiev geboren, dat toen deel uit maakte van het tsaardom Rusland. Zijn vader, Tsereysky, was een winkelier uit Smolensk. Na het overlijden van zijn ouders werd hij geadopteerd door de broer van zijn moeder, Feofan Prokopovitsj, de gouverneur van het Kiev Broederschap Epiphanie Klooster, hoogleraar en rector van de Kiev-Mohyla Academie.
Feofan genoot in het klooster primair onderwijs en werd daarna student aan de Kiev-Mohyla Academie.

### Rome
Na zijn afstuderen in 1698, vervolgde hij zijn opleiding aan het Volodymyr-Volynskyi Uniate Collegium. De Uniaten bisschop, Zalensky, merkte zijn talenten op en hielp hem naar de Katholieke Academie van Sint Athanasius in Rome, die door theologen was opgericht om het rooms-katholicisme onder oosters orthodoxen te verspreiden.

### Terugkeer
Voortijdig verliet Prokopovitsj op 28 oktober 1701 Rome en in Halle raakte hij bekend met de protestantse Reformatie. Hij keerde in 1704 terug in Oekraïne, eerst naar Pochayiv Lavra, later naar Kiev, waar hij afstand nam van het katholieke geloof en de naam Feofan van zijn oom aannam.
Hij begon in 1705 aan het Kiev-Mohyla Academie in retorica, poëzie en filosofie les te geven. Hij schreef de tragikomedie Vladimir en droeg deze op aan hetman Ivan Mazepa.

### Peter de Grote
Hij schreef ook preken, die de gouverneurs-generaal van Kiev Dmitry Golitsyn en Aleksandr Mensjikov onder ogen kwamen. In 1707 werd hij prefect van de Kiev-Mohyla Academie en in 1711 hield hij een preek ter herdenking van de Slag bij Poltava (1709). Tsaar Peter de Grote was daar van onder de indruk en na zijn terugkeer in Kiev werd Prokopovitsj tot rector van de Kiev-Mohyla Academie benoemd en hoogleraar in de theologie.

### Hervorming
Tot abt benoemd van het Kiev Broederschap Epiphanie Klooster, hervormde hij de theologische leer en verving de 'historische methode van de Duitse theologen' voor het 'orthodoxe scholastische systeem'.
In 1716 ging hij naar Sint-Petersburg om het nieuwe scholastische systeem uit te leggen. Ondanks het feit dat de Russische geestelijkheid het 'Licht van Kiev' zagen als een indringer en halve ketter, was hij waardevol voor de hervormingsgezinde staat. Hij promoveerde in 1718 tot bisschop van Pskov en tot aartsbisschop van Novgorod in 1725. Zelfs na de dood van Peter de Grote bleef hij hervormen.
In 1732 werd hofschilder Ivan Nikitin gemarteld en jarenlang gevangengezet, na het uitdelen van pamfletten tegen Prokopovitsj, samen met zijn broers Roman en Rodion (deken van de Verkondigingskathedraal in het Kremlin van Moskou).

### Overlijden
Prokopovitsj overleed in Sint-Petersburg. Theophan Prokopovitsj wordt als de schepper van de Heiligste Regerende Synode beschouwd, waar hij vicevoorzitter van was.